# Рабинович, Саул Пинехас
Саул Пинехас Рабинович (Шаул Пинхас Рабинович род. в Таураге, Ковенская губерния, в 1845 г., ум. в Франкфурте-на-Майне в 1910 г.) — литовско-немецкий раввин, историк и общественный деятель-палестинофил.

## Биография
Талмудическую литературу изучал под руководством отца (занимавшего должность раввина в предместье Вильны Снипишках), затем в иешиботе Якова Барита и в 1865 г. получил звание раввина (пройдя обряд рукоположения, «смиха»). При содействии одного немецкого пастора изучил немецкий язык, что дало ему возможность значительно расширить свои знания.
Литературную деятельность начал рядом статей в «ха-Магид» (1871—1873), а затем, поселившись в Варшаве, в течение нескольких лет (1877—1881) сотрудничал в «Ха-Цфира».
События 1881 года побудили Рабиновича всецело отдаться общественной деятельности. С неутомимой энергией он собрал подробные сведения о разразившихся в разных чертах города погромах, послужившие материалом для отчётов и корреспонденций, появившихся в разных заграничных изданиях.
Когда началась массовая эмиграция, принявшая формы беспорядочного бегства, совместно с известным раввином Самуилом Могилевером направился в Броды помочь, насколько возможно, злополучным эмигрантам. Став вместе с Могилевером в первые ряды палестинофилов, Рабинович проявил кипучую деятельность: он ежедневно отправлял огромное число писем и пространных агитационных воззваний разным общественным деятелям и частным лицам. По его инициативе и содействии в ноябре 1884 года был созван съезд в Катовице, и когда на этом съезде были учреждены для направления деятельности палестинофилов два руководящих центра — в Одессе и Варшаве, Рабинович стал во главе варшавского центра. Для пропаганды идеи колонизации Палестины он основал (1886) ежегодник «Keneset Israel».
К началу 1890-х годов Рабинович ушёл от общественной деятельности; оставаясь верным идеалам старого палестинофильства, к народившемуся политическому сионизму он относился несочувственно, о чём свидетельствует его брошюра «Al Zion we-al-Mikraeha». Последние двадцать лет своей жизни всецело посвятил научно-литературной деятельности. Последние годы провёл во Франкфурте.

## Труды
Рабинович опубликовал целый ряд монографий по еврейской истории и литературе:
- «Mozae Golah» (об изгнании евреев из Испании и Португалии, 1894);
- «Josef isch Rossheim» (o «великом штадлане» ΧVΙ века Йосельмане, 1902);
- «Jom Tob Lippman Zunz» (1896) — о Цунце;
- «Zecharjah Frankel» (1898) — о Захарии Франкеле.

Наиболее крупной научной заслугой Рабиновича является изданный им на древнееврейском языке в значительно переработанном и дополненном виде огромный труд Греца (в 8 томах, 1890—1899). Дополнения Рабиновича особенно обильны в истории евреев в Польше, где переводчик-редактор превращается часто в самостоятельного исследователя (перевод снабжён также многочисленными примечаниями А. Я. Гаркави).
Прервав издание труда Греца на эпохе Мендельсона (1729—1786) и Виленского Гаона (1720—1797), Рабинович задался целью обработать новейшую историю евреев самостоятельно. Параллельно с этим он в течение ряда лет работал над историей евреев в России от начала дома Романовых до новейшего времени. Оба труда остались в рукописи незаконченными.
Рабинович писал также и по-русски. Его корреспонденции, печатавшиеся в начале 1880-х в «Русском еврее» за подписью «Пе-Эр», обратили на себя внимание. Незадолго перед смертью написал работу «Следы свободомыслия в польском раввинизме 16 в.» («Евр. стар.», 1911, 1).